# Vlastimil Bartošek
Vlastimil Bartošek (ur. 1964) – czeski futsalista, trener. Były reprezentant Czechosłowacji i Czech. W latach 2009–2012 selekcjoner reprezentacji Polski. Asystent selekcjonera reprezentacji Czech Tomasa Neumanna. 22 kwietnia 2015 zastąpił Andrija Łuciwa na stanowisku trenera drużyny polskiej ekstraklasy – Red Devils Chojnice, do którego przeszedł z czeskiego zespołu Tango Brno. Wcześniej był trenerem między innymi Bohemians 1905 Praga, z którym zajął czwarte miejsce w najwyższej klasie rozgrywkowej w Czechach. W 1993 roku strzelił bramkę w pierwszym meczu w historii reprezentacji Czech, w którym Czesi pokonali 6:0 Polaków.